# Keith Ellison
Keith Maurice Ellison (Detroit, Míchigan, 4 de agosto de 1963) es un abogado y político estadounidense.

## Biografía
Graduado como abogado en la University of Minnesota Law School en 1990.
Electo a la Cámara de Representantes de los Estados Unidos en 2006, es el primer representante musulmán electo en ingresar al recinto parlamentario  y uno de los primeros que jura su cargo sobre una copia del Corán. Fue reelecto en 2008, 2010 y en 2012.